# Ein Kind unserer Zeit
Ein Kind unserer Zeit ist ein Roman von Ödön von Horváth. Er erschien 1938, kurz nach dem Tod des Autors. Das Buch erzählt die Geschichte eines Soldaten in einem Land mit diktatorischen Führern.

## Handlung
Der Ich-Erzähler, ein anonym bleibender Soldat, ist die Hauptperson des Romans; geboren wurde er 1917. Seine erste Erinnerung ist der Tod der Mutter. Er ist arbeitslos und zieht wegen ideologischer Differenzen bei seinem Vater aus. Nun muss er betteln und ist auf die Wohlfahrt angewiesen. Sein Hass auf die schöne Jugendzeit seines Vaters und auf das gemütliche Leben anderer steigt, und immer mehr identifiziert er sich mit Ansichten des Nationalsozialismus, namentlich der, der einzelne Mensch tauge nichts, und nur der Volkskörper zähle. Der Krieg, den er verherrlicht, gibt ihm, einem desillusionierten, egoistischen, unverschämten, radikalen und nicht mehr gläubigen Menschen, Hoffnung. Er will zum Militär, denn in der Uniform, so glaubt er, sei er stark und in der Truppe nicht mehr allein. Als er rekrutiert wird, erfüllt sich für ihn ein Traum. Über die Richtigkeit seiner Taten denkt er nicht nach, er meint, „Denken bringt auf blöde Gedanken“.
Eines Tages sieht der Soldat auf dem Jahrmarkt eine junge Frau und verliebt sich in sie. Er hat keine Gelegenheit, sie kennenzulernen, weil er als sogenannter „Freiwilliger“ bei einem blitzartigen Überfall auf ein kleines Land kämpfen muss. Sein Hauptmann hat die vielen Kriegsverbrechen seiner Truppe satt und läuft im Kampf in den Tod. Der Soldat will ihn noch retten und wird am Arm verletzt. Er kommt ins Lazarett und beginnt, nachzudenken. Wehrdienstunfähig kehrt er zu seinem Vater zurück, den er immer nur ausnutzt.
Die Frau vom Jahrmarkt sitzt inzwischen im Gefängnis, weil sie in der Hoffnungslosigkeit ihr Kind abgetrieben hat, denn die Jahrmarkt-Firma duldet keine schwangeren Angestellten.
Als der Soldat auf der Suche nach ihr davon erfährt, steigen sein Hass und seine Zweifel an den Führern und dem Volkskörper. Hasserfüllt ermordet er den Buchhalter der Jahrmarkt-Firma.
Zwei Tage später wandert er durch die Nacht und sieht die Unsinnigkeit des Krieges und der nationalsozialistischen Gedanken ein, doch eigene Schuld verleugnet er. Im Schneesturm erfriert der Soldat auf einer Bank.

## Sprache und Erzähltechnik
Horváth erzählt die Geschichte in Form eines intradiegetischen Ich-Erzählers. Immer wieder wechselt zeitraffendes mit zeitdehnendem Erzählen. Ein paar Mal treten zeitliche Sprünge mit anschließenden Rückblenden auf. Spannende und hektische Szenen verdeutlicht Horváth mit kürzeren Sätzen und Zeilen. Die Sprache der Geschichte ist die gehobene Umgangssprache und das Vokabular des NS-Alltags.

## Geschichtlicher Hintergrund
Mit dem Roman, der von den Nazis verboten wurde, übte Horváth offensichtliche, heftige Kritik am Deutschland unter Adolf Hitler – und das obwohl mit keinem Wort der Ort der Handlung verraten wird. Hintergrund für das Schreiben von Ein Kind unserer Zeit waren die Besetzung des Rheinlandes und die Unterstützung Francos im Spanischen Bürgerkrieg durch Truppeneinheiten Hitlers. Horváth will über die Gefahr und Verbrechen des Nationalsozialismus aufklären; warnen, nicht blind den hohlen Sprüchen und Phrasen zu folgen und gewissenhaft zu handeln. Zudem lässt er sehr gelungen die negative Stimmung der Zeit spüren und zeigt ihre Konsequenzen. Das wiederholte Motiv des Kälterwerdens steht dabei für die gesellschaftlichen Zustände.
Das originale Manuskript des Romans ist erhalten geblieben und befindet sich im Literaturarchiv der Österreichischen Nationalbibliothek.

## Verfilmungen
Im Jahre 2003 wurde Ödön von Horváths Roman von Fabrice Cazeneuve unter dem Titel Un fils de notre temps (Dt. Titel: Ein Kind unserer Zeit) für das französische Fernsehen verfilmt. In der Hauptrolle als junger Soldat agierte der belgische Schauspieler Jérémie Renier.

## Theater
Im September 2022 wurde am Wiener Theater in der Josefstadt eine von Stephanie Mohr in Dramenform gebrachte Fassung mit Therese Affolter, Katharina Klar, Susa Meyer und Martina Stilp als Soldaten uraufgeführt.